# اتل تامسون لارکومب
 اتل تامسون لارکومب (انگلیسی: Ethel Thomson Larcombe؛ ۹ ژوئن ۱۸۷۹ – ۱۱ اوت ۱۹۶۵) یک تنیس‌باز اهل بریتانیا بود.